# Orthoux-Sérignac-Quilhan
Orthoux-Sérignac-Quilhan est une commune française située dans le centre du département du Gard, en région Occitanie.
Exposée à un climat méditerranéen, elle est drainée par le Vidourle, le Brestalou, le ruisseau de Crieulon et par divers autres petits cours d'eau. La commune possède un patrimoine naturel remarquable composé de deux zones naturelles d'intérêt écologique, faunistique et floristique.
Orthoux-Sérignac-Quilhan est une commune rurale qui compte 439 habitants en 2022, après avoir connu une forte hausse de la population depuis 1968.  Ses habitants sont appelés les Orsérilhanois ou  Orsérilhanoises.

## Géographie
| Quissac | Bragassargues             | Cannes-et-Clairan |
| Liouc   | Otrthoux-Sérignac-Quilhan | Vic-le-Fesq       |
| Sardan  | Brouzet-lès-Quissac       | Lecques           |

### Localisation
Orthoux-Sérignac-Quilhan est une commune du Gard située à 30 km au nord-ouest de Nîmes, 18 km au nord de Sommières, 49 km au nord-est de Montpellier, 40 km au sud d'Alès et à 4,7 km au sud-est de Quissac (Gard).

#### Hameaux et lieux-dits
La commune d'Orthoux-Sérignac-Quilhan est constituée de cinq ensembles urbains. Les villages de Sérignac et d'Orthoux, et les lieux-dits de Rauret (anciennement hameau du village d'Orthoux), des Mazes (anciennement hameau du village de Sérignac) et de Quilhan.

### Climat
Pour des articles plus généraux, voir Climat de l'Occitanie et Climat du Gard.
En 2010, le climat de la commune est de type climat méditerranéen franc, selon une étude s'appuyant sur une série de données couvrant la période 1971-2000. En 2020, Météo-France publie une typologie des climats de la France métropolitaine dans laquelle la commune est exposée à un climat méditerranéen et est dans la région climatique Provence, Languedoc-Roussillon, caractérisée par une pluviométrie faible en été, un très bon ensoleillement (2 600 h/an), un été chaud (21,5 °C), un air très sec en été, sec en toutes saisons, des vents forts (fréquence de 40 à 50 % de vents > 5 m/s) et peu de brouillards.
Pour la période 1971-2000, la température annuelle moyenne est de 14 °C, avec une amplitude thermique annuelle de 17,2 °C. Le cumul annuel moyen de précipitations est de 879 mm, avec 6,5 jours de précipitations en janvier et 3,2 jours en juillet. Pour la période 1991-2020, la température moyenne annuelle observée sur la station météorologique la plus proche, située sur la commune de Vic-le-Fesq à 3 km à vol d'oiseau, est de 14,2 °C et le cumul annuel moyen de précipitations est de 844,7 mm,. Pour l'avenir, les paramètres climatiques de la commune estimés pour 2050 selon différents scénarios d'émission de gaz à effet de serre sont consultables sur un site dédié publié par Météo-France en novembre 2022.

### Milieux naturels et biodiversité
L’inventaire des zones naturelles d'intérêt écologique, faunistique et floristique (ZNIEFF) a pour objectif de réaliser une couverture des zones les plus intéressantes sur le plan écologique, essentiellement dans la perspective d’améliorer la connaissance du patrimoine naturel national et de fournir aux différents décideurs un outil d’aide à la prise en compte de l’environnement dans l’aménagement du territoire.
Une ZNIEFF de type 1 est recensée sur la commune :
la « rivière du Vidourle entre Sardan et Lecques » (193 ha), couvrant 6 communes du département et une ZNIEFF de type 2, : 
la « vallée du Vidourle de Sauve aux étangs » (691 ha), couvrant 21 communes dont 16 dans le Gard et 5 dans l'Hérault.

Carte des ZNIEFF de type 1 et 2 à Orthoux-Sérignac-Quilhan.
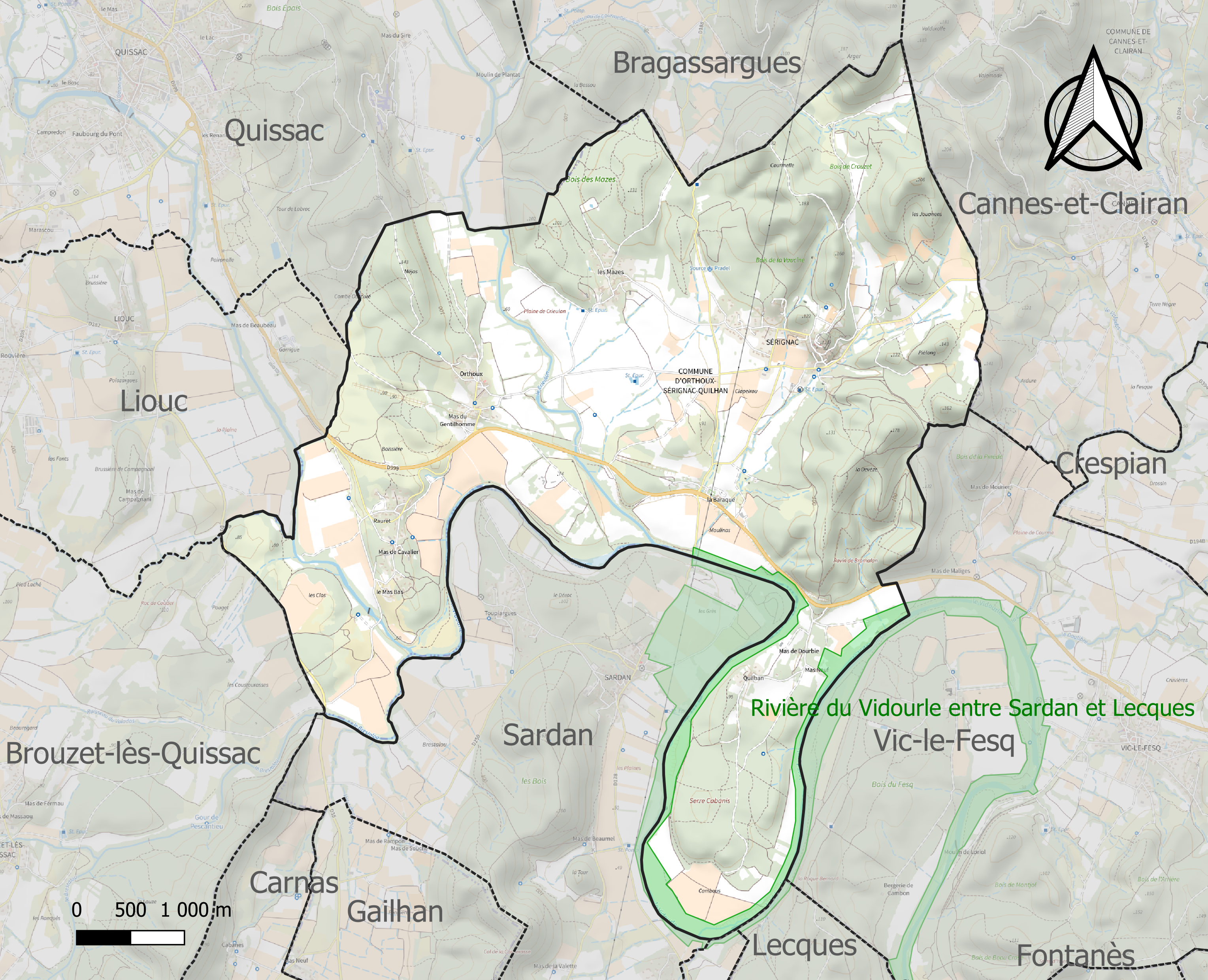
Carte de la ZNIEFF de type 1 sur la commune.
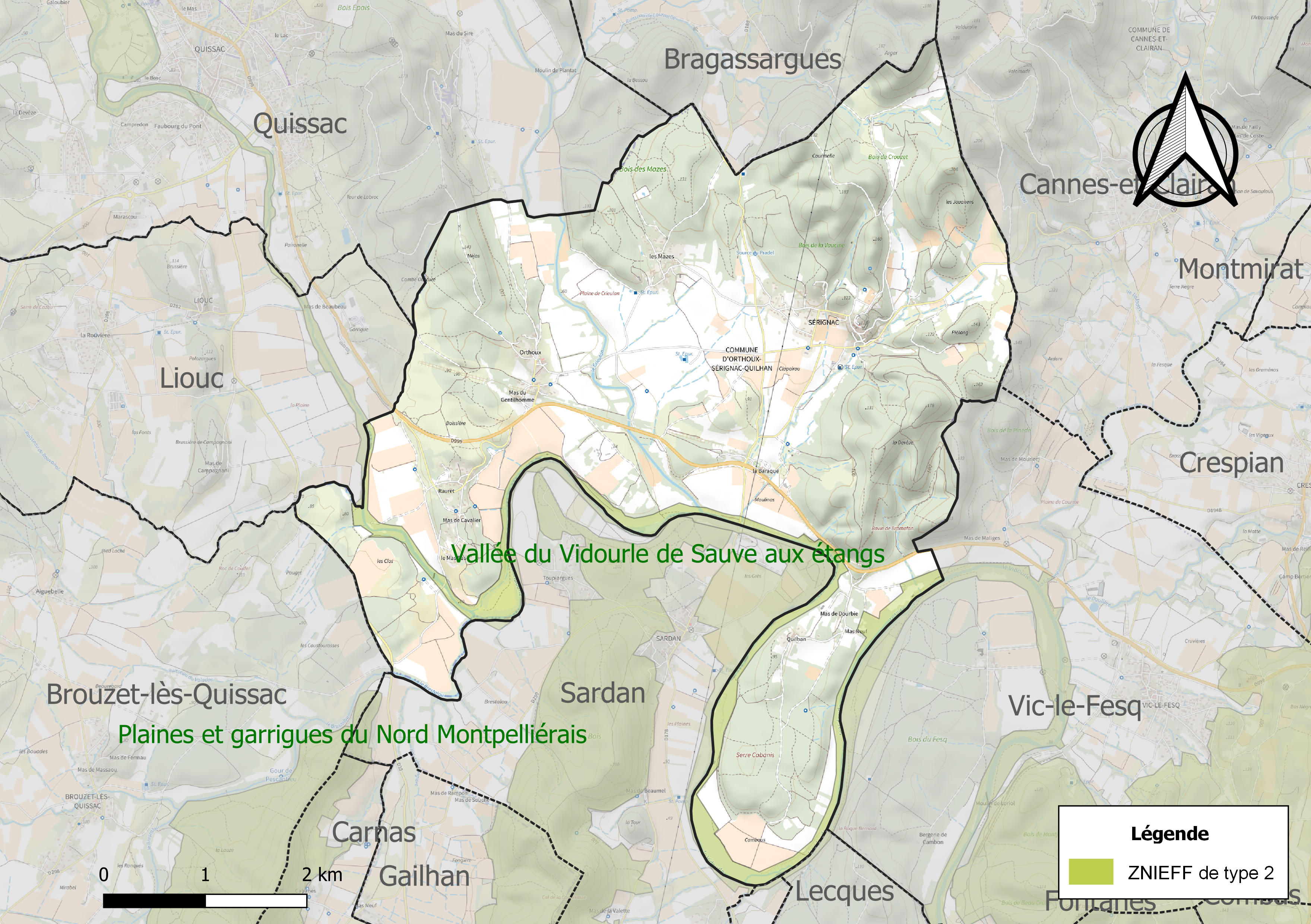
Carte de la ZNIEFF de type 2 sur la commune.

## Urbanisme

### Typologie
Au 1er janvier 2024, Orthoux-Sérignac-Quilhan est catégorisée commune rurale à habitat dispersé, selon la nouvelle grille communale de densité à sept niveaux définie par l'Insee en 2022.
Elle est située hors unité urbaine et hors attraction des villes,.

### Occupation des sols
L'occupation des sols de la commune, telle qu'elle ressort de la base de données européenne d’occupation biophysique des sols Corine Land Cover (CLC), est marquée par l'importance des forêts et milieux semi-naturels (55,6 % en 2018), en augmentation par rapport à 1990 (53,5 %). La répartition détaillée en 2018 est la suivante : 
forêts (40,9 %), zones agricoles hétérogènes (27,8 %), milieux à végétation arbustive et/ou herbacée (14,7 %), cultures permanentes (14,3 %), zones urbanisées (2,3 %). L'évolution de l’occupation des sols de la commune et de ses infrastructures peut être observée sur les différentes représentations cartographiques du territoire : la carte de Cassini (XVIIIe siècle), la carte d'état-major (1820-1866) et les cartes ou photos aériennes de l'IGN pour la période actuelle (1950 à aujourd'hui).

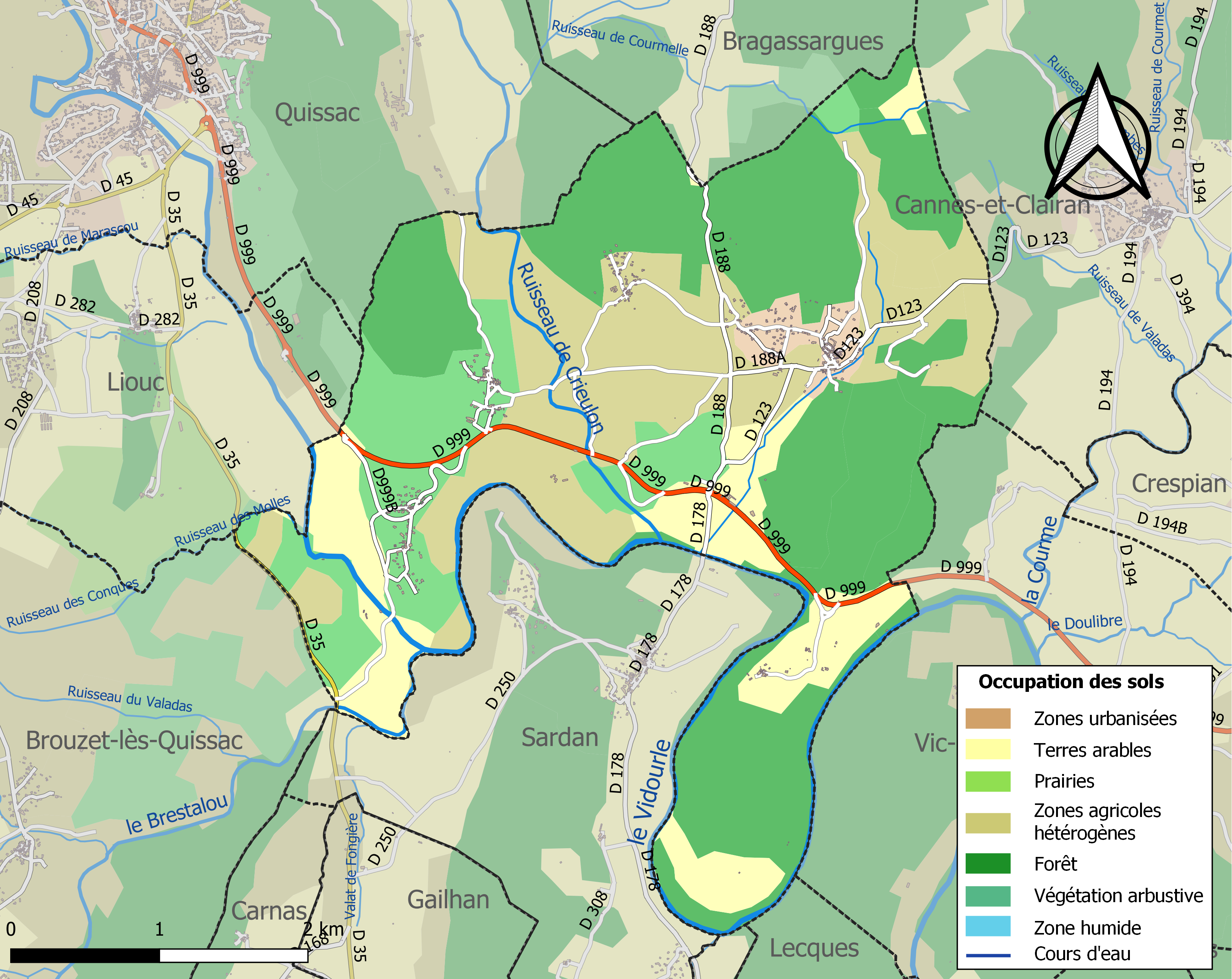
Carte des infrastructures et de l'occupation des sols de la commune en 2018 (CLC).

### Risques majeurs
Le territoire de la commune d'Orthoux-Sérignac-Quilhan est vulnérable à différents aléas naturels : météorologiques (tempête, orage, neige, grand froid, canicule ou sécheresse), inondations, feux de forêts, mouvements de terrains et séisme (sismicité faible). Un site publié par le BRGM permet d'évaluer simplement et rapidement les risques d'un bien localisé soit par son adresse soit par le numéro de sa parcelle.
Certaines parties du territoire communal sont susceptibles d’être affectées par le risque d’inondation par débordement de cours d'eau et par une crue torrentielle ou à montée rapide de cours d'eau, notamment le Vidourle, le Brestalou et le ruisseau de Crieulon. La commune a été reconnue en état de catastrophe naturelle au titre des dommages causés par les inondations et coulées de boue survenues en 1982, 1992, 1993, 1994, 1995, 2001, 2002, 2005, 2014 et 2021,.

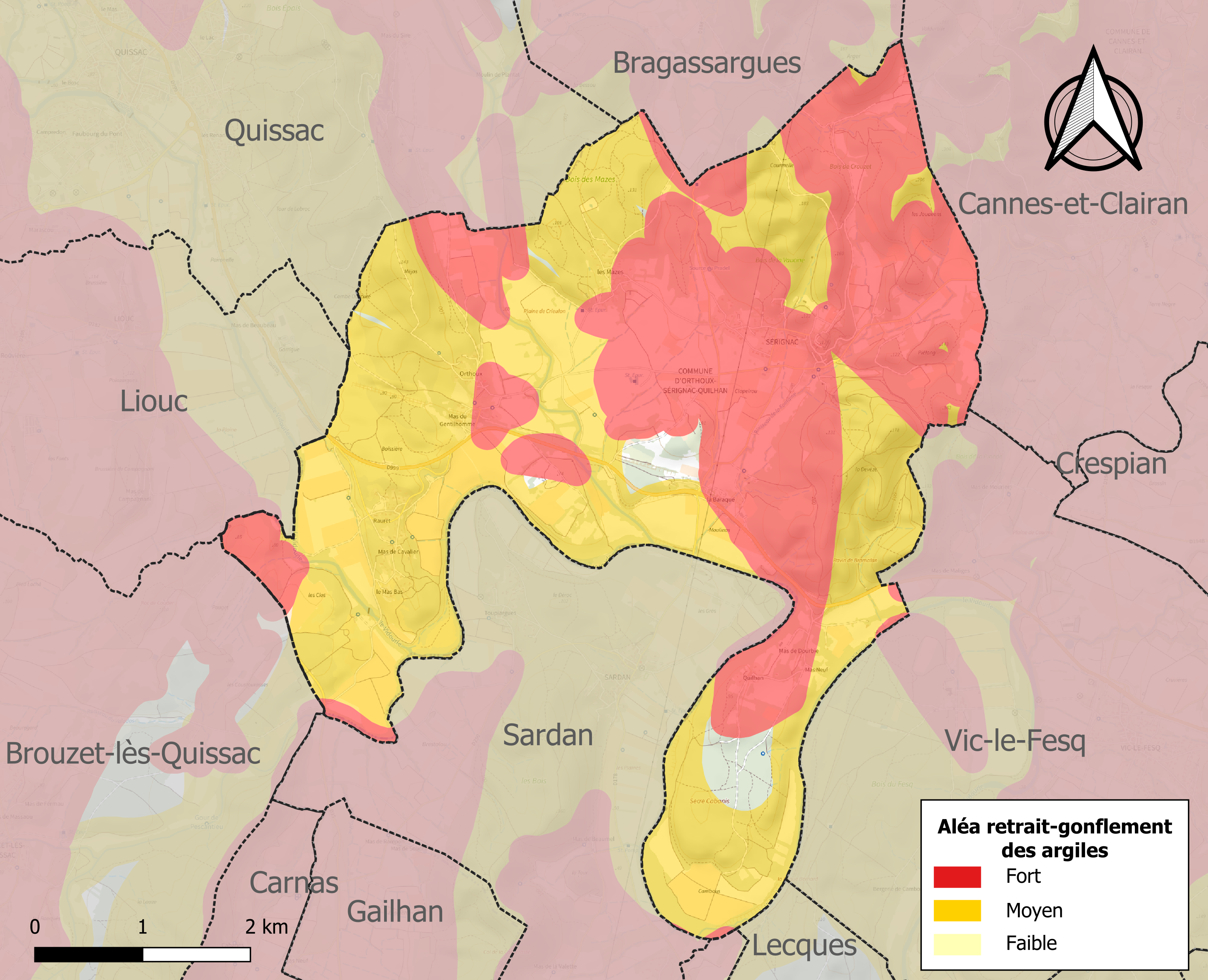
Carte des zones d'aléa retrait-gonflement des sols argileux d'Orthoux-Sérignac-Quilhan.

La commune est vulnérable au risque de mouvements de terrains constitué principalement du retrait-gonflement des sols argileux. Cet aléa est susceptible d'engendrer des dommages importants aux bâtiments en cas d’alternance de périodes de sécheresse et de pluie. 97,1 % de la superficie communale est en aléa moyen ou fort (67,5 % au niveau départemental et 48,5 % au niveau national). Sur les 254 bâtiments dénombrés sur la commune en 2019, 252 sont en aléa moyen ou fort, soit 99 %, à comparer aux 90 % au niveau départemental et 54 % au niveau national. Une cartographie de l'exposition du territoire national au retrait gonflement des sols argileux est disponible sur le site du BRGM,.
Par ailleurs, afin de mieux appréhender le risque d’affaissement de terrain, l'inventaire national des cavités souterraines permet de localiser celles situées sur la commune.

## Toponymie

### de la commune
- 1801, Orthoux-et-Quilhan et Sérignu-Orthoux-et-Quilhan.
- 1898, prend le nom d'Orthoux-Sérignac-et-Quilhan par décret du 27 juillet 1898, (Bulletin des Lois, 4 février 1899, n° 27)
- 1947, prend le nom d'Orthoux-Sérignac-Quilhan par décision de la Commission de révision du nom des communes du 10 septembre 1947.

### des hameaux
Orthoux : Attestée sous la forme Ortoli en 1239, Ortolis en 1370. Ce nom est basé sur l'occitan ort ("jardin", "jardin potager"), suffixé en -ols, un suffixe diminutif pluriel; -ols s'est vocalisé en -ou(x). C'est l'endroit où il y a des petits jardins (potagers).
Sérignac : Du nom d'homme latin Serenus et suffixe -acum.
Quilhan : Villa Quiliano en 938, du nom d'homme latin Quelius et suffixe -anum.
Rauret : Rovereto en 1156, rober (en latin "Robur") et suffixe -etum, endroit où abondent les rouvres (chênes blancs).
Les Mazes : à compléter

## Histoire
Sous l'Ancien Régime
- Orthoux et Sérignac sont deux paroisses dénombrées avec le mandement de Quilhan.
- L’historien Claude Saugrain (1709) attribue 20 feux à Orthoux (dans le diocèse de Nîmes) et 23 feux à Sérignac.
- L'enquête de Dom Nicolas-François Bourotte (1759) précise pour Orthoux, dans le diocèse de Nîmes: "16 maisons; la paroisse de Notre-Dame d'Orthoux fait partie du mandement dont Quilhan est le chef-lieu. Ce mandement est composé de 5 paroisses : Quilhan, Sérignac, Notre-Dame d'Orthoux, Rouvet et Monteil annexe de Carnas.
- La paroisse d'Orthoux dont le vocable est Notre-Dame-de-la-Nativité appartenait à l'archiprêtre de Quissac.
- La paroisse de Sérignac, dont le vocable était Saint-Martin appartenait au doyenné de Sauzet et en 1759 est composée de 27 feux.

Nouveau Régime
- Par arrêté du 7 juin 1961, les limites territoriales des communes d'Orthoux-Sérignac-Quilhan et de Vic-le-Fesq du même canton sont modifiées (Journal Officiel, 1961, n°184).

## Héraldique
| Blason de Orthoux-Sérignac-Quilhan | Blason  | De vair à la fasce losangée d'or et de gueules.  |
| Blason de Orthoux-Sérignac-Quilhan | Détails | Le statut officiel du blason reste à déterminer. |

## Politique et administration

### Canton
La commune fait partie du canton de Quissac. Le canton dépend de l'arrondissement du Vigan et de la cinquième circonscription du Gard dont le député est William Dumas (PS).

## Démographie

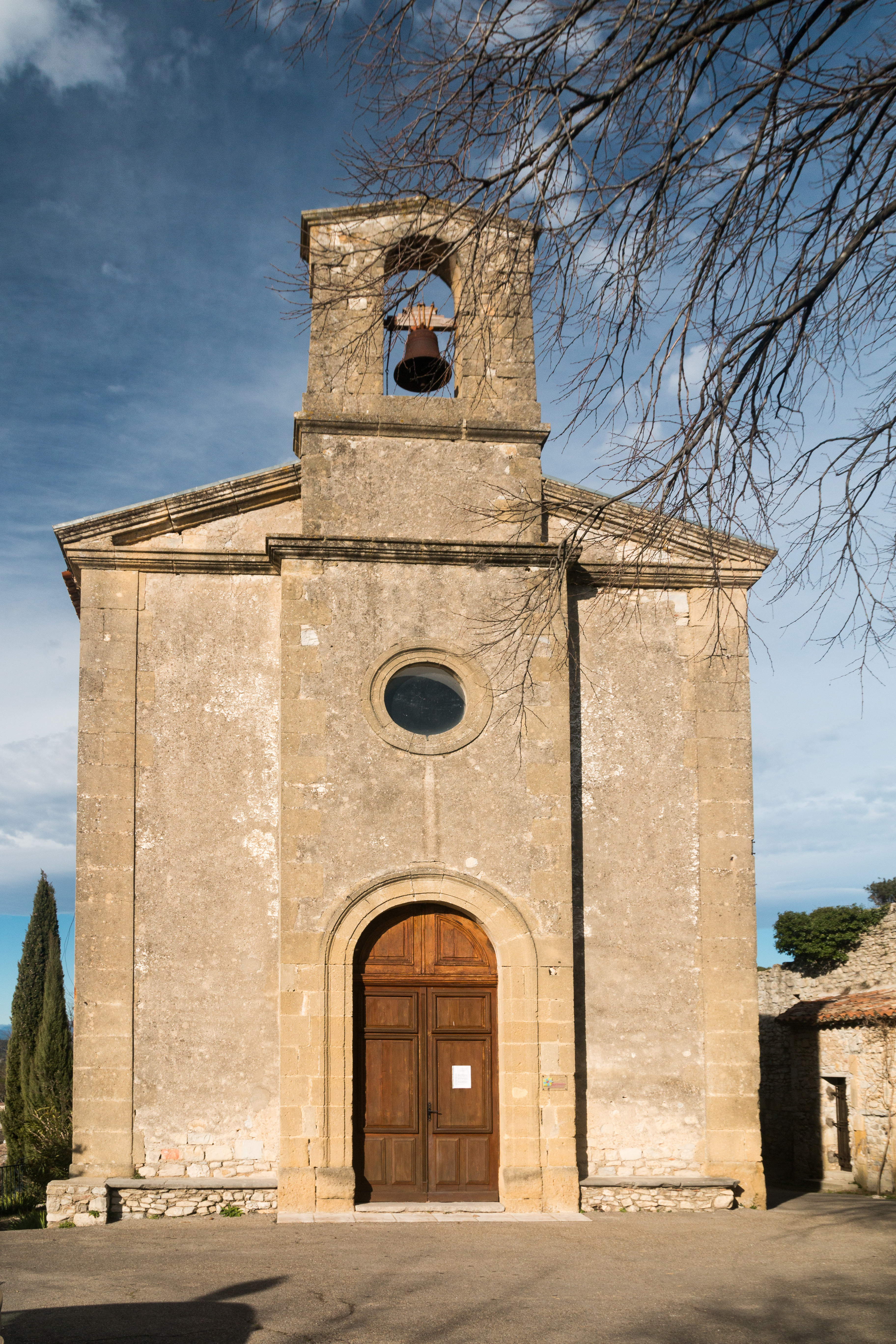
Temple protestant

L'évolution du nombre d'habitants est connue à travers les recensements de la population effectués dans la commune depuis 1793. Pour les communes de moins de 10 000 habitants, une enquête de recensement portant sur toute la population est réalisée tous les cinq ans, les populations de référence des années intermédiaires étant quant à elles estimées par interpolation ou extrapolation. Pour la commune, le premier recensement exhaustif entrant dans le cadre du nouveau dispositif a été réalisé en 2005.

En 2022, la commune comptait 439 habitants, en évolution de +7,33 % par rapport à 2016 (Gard : +2,97 %, France hors Mayotte : +2,11 %).
| 1793 | 1800 | 1806 | 1821 | 1831 | 1836 | 1841 | 1846 | 1851 |
| ---- | ---- | ---- | ---- | ---- | ---- | ---- | ---- | ---- |
| 460  | 359  | 373  | 372  | 404  | 409  | 395  | 382  | 388  |

| 1856 | 1861 | 1866 | 1872 | 1876 | 1881 | 1886 | 1891 | 1896 |
| ---- | ---- | ---- | ---- | ---- | ---- | ---- | ---- | ---- |
| 324  | 360  | 360  | 423  | 405  | 339  | 345  | 342  | 325  |

| 1901 | 1906 | 1911 | 1921 | 1926 | 1931 | 1936 | 1946 | 1954 |
| ---- | ---- | ---- | ---- | ---- | ---- | ---- | ---- | ---- |
| 365  | 383  | 355  | 336  | 282  | 289  | 293  | 232  | 239  |

| 1962 | 1968 | 1975 | 1982 | 1990 | 1999 | 2005 | 2006 | 2010 |
| ---- | ---- | ---- | ---- | ---- | ---- | ---- | ---- | ---- |
| 215  | 171  | 179  | 165  | 272  | 290  | 366  | 371  | 402  |

| 2015 | 2020 | 2022 | - | - | - | - | - | - |
| ---- | ---- | ---- | - | - | - | - | - | - |
| 404  | 435  | 439  | - | - | - | - | - | - |

## Économie

### Revenus
En 2018  (données Insee publiées en septembre 2021), la commune compte 186 ménages fiscaux, regroupant 418 personnes. La médiane du revenu disponible par unité de consommation est de 24 810 € (20 020 € dans le département).

### Emploi
|                | 2008   | 2013 | 2018  |
| -------------- | ------ | ---- | ----- |
| Commune        | 9,4 %  | 13 % | 7,9 % |
| Département    | 10,6 % | 12 % | 12 %  |
| France entière | 8,3 %  | 10 % | 10 %  |

En 2018, la population âgée de 15 à 64 ans s'élève à 245 personnes, parmi lesquelles on compte 77,5 % d'actifs (69,6 % ayant un emploi et 7,9 % de chômeurs) et 22,5 % d'inactifs,. En  2018, le taux de chômage communal (au sens du recensement) des 15-64 ans est inférieur à celui de la France et du département, alors qu'en 2008 il était supérieur à celui de la France.
La commune est hors attraction des villes,. Elle compte 46 emplois en 2018, contre 44 en 2013 et 51 en 2008. Le nombre d'actifs ayant un emploi résidant dans la commune est de 184, soit un indicateur de concentration d'emploi de 24,8 % et un taux d'activité parmi les 15 ans ou plus de 54,3 %.
Sur ces 184 actifs de 15 ans ou plus ayant un emploi, 39 travaillent dans la commune, soit 21 % des habitants. Pour se rendre au travail, 88,4 % des habitants utilisent un véhicule personnel ou de fonction à quatre roues, 3,2 % les transports en commun, 2,2 % s'y rendent en deux-roues, à vélo ou à pied et 6,3 % n'ont pas besoin de transport (travail au domicile).

### Activités hors agriculture
44 établissements sont implantés  à Orthoux-Sérignac-Quilhan au 31 décembre 2019. Le tableau ci-dessous en détaille le nombre par secteur d'activité et compare les ratios avec ceux du département,.
| Secteur d'activité                                                                                        | Commune | Commune | Département |
| Secteur d'activité                                                                                        | Nombre  | %       | %           |
| --- | ------- | ------- | ----------- |
| Ensemble                                                                                                  | 44      |         |             |
| Industrie manufacturière, industries extractives et autres                                                | 5       | 11,4 %  | (7,9 %)     |
| Construction                                                                                              | 4       | 9,1 %   | (15,5 %)    |
| Commerce de gros et de détail, transports, hébergement et restauration                                    | 9       | 20,5 %  | (30 %)      |
| Information et communication                                                                              | 1       | 2,3 %   | (2,2 %)     |
| Activités immobilières                                                                                    | 4       | 9,1 %   | (4,1 %)     |
| Activités spécialisées, scientifiques et techniques et activités de services administratifs et de soutien | 12      | 27,3 %  | (14,9 %)    |
| Administration publique, enseignement, santé humaine et action sociale                                    | 7       | 15,9 %  | (13,5 %)    |
| Autres activités de services                                                                              | 2       | 4,5 %   | (8,8 %)     |

Le secteur des activités spécialisées, scientifiques et techniques et des activités de services administratifs et de soutien est prépondérant sur la commune puisqu'il représente 27,3 % du nombre total d'établissements de la commune (12 sur les 44 entreprises implantées  à Orthoux-Sérignac-Quilhan), contre 14,9 % au niveau départemental.

### Agriculture
La commune est dans les Garrigues, une petite région agricole occupant le centre du département du Gard. En 2020, l'orientation technico-économique de l'agriculture  sur la commune est la culture de fruits ou d'autres cultures permanentes. 
|               | 1988 | 2000 | 2010 | 2020 |
| ------------- | ---- | ---- | ---- | ---- |
| Exploitations | 27   | 15   | 18   | 10   |
| SAU (ha)      | 369  | 330  | 352  | 634  |

Le nombre d'exploitations agricoles en activité et ayant leur siège dans la commune est passé de 27 lors du recensement agricole de 1988  à 15 en 2000 puis à 18 en 2010 et enfin à 10 en 2020, soit une baisse de 63 % en 32 ans. Le même mouvement est observé à l'échelle du département qui a perdu pendant cette période 61 % de ses exploitations,. La surface agricole utilisée sur la commune a quant à elle augmenté, passant de 369 ha en 1988 à 634 ha en 2020. Parallèlement la surface agricole utilisée moyenne par exploitation a augmenté, passant de 14 à 63 ha.

## Culture locale et patrimoine

### Lieux et monuments
- Château de Sérignac, ancienne propriété de la famille de Daunant. Attaqué et endommagé en avril 1792.
- Église Notre-Dame-de-la-Nativité d'Orthoux.
- Temple protestant de Sérignac.

### Les hameaux
- Hameau de Sérignac : arche, four à pain, capitelle.
- Hameau d'Orthoux : lavoir, église et son petit cimetière attenant.
- Hameau des Mazes : puits.
- Orthoux : croix et puits, moulin.
- Anciens pont et tuilerie : cette tuilerie daterait du début du XVIIIe siècle, les protestants réunis dans un champ proche s'y procuraient du feu.